# Алесандро Манцини
Алесандро Манцини (рођен 4. октобра 1975) је санмарински политичар, који тренутно обавља дужност капетана-регента Сан Марина, током наредних шест месеци, заједно са Грацијом Заферани.  Манцини је додатно служио шест месеци мандата као капетан-регент од 1. априла до 1. октобра 2007, заједно са Алесандром Росијем . 
Манцини је члан Партије социјалиста и демократа. 